# Aqui Eguchi
aqui eguchi（アキ エグチ/ 江口 暁）は、日本のギタリスト、作曲家、編曲家。愛媛県四国中央市出身。大阪スクールオブミュージック専門学校・ギターテクニックコース卒業。

## 略歴
14歳でギターを始める。高校卒業後、大阪スクールオブミュージック専門学校に入学。ギターテクニックコースに入る。同校の仲間とメロディックハードロックバンド「HEARTWORK」を結成。主に関西で活動を始める。東京へ活動の場を変えて、2010年にボーカリストEMYと出会い「MANATUNE」を結成し、増田隆宣のプロデュースにて配信デビューする。
2016年、浜田麻里のアルバム『Mission』、2018年『Gracia』に作曲・編曲として参加する。
2018年、メロロックバンド「PER≒PEKI」（ぱーぺき）結成。
2019年、5月14日「PER≒PEKI」渋谷サイクロンにて初ライブ。5月渋谷テイクオフセブン、7月渋谷クラブクアトロなどで活動中。11月、ロックボーカリストJiROを起用した新プロジェクト「JiRO Connect.」始動。
2020年5月、自身初となるソロ音源（ギター、ボーカル、ベース、ドラムス全て自身一人で演奏）「Day by Day」発表・配信。

## ディスコグラフィー

### 配信シングル
「鋼鉄のキズナ」（2011年）（MANATUNE）
「Bad Circle」（2011年）（MANATUNE）
「Day by Day」（2020年）（Aqui Eguchi）

## 主な楽曲提供
浜田麻里
「Beautifl Misunderstanding」（「Mission」2016年）
「No More Heroes」（「Gracia」2018年）